# سرنچی دول
سرنچی دول (به صربی: Srneći Dol) یک منطقهٔ مسکونی در صربستان است که در ولادیچین خان واقع شده‌است. سرنچی دول ۵۸ نفر جمعیت دارد.